# برديس ثابتي
برديس كريستين ثابتي ((بالفارسية: پردیس ثابتی)) (مواليد 25 ديسمبر 1975 في طهران) هي عالمة أمريكية إيرانية في مجالات علم الأحياء الحاسوبي، وعلم الوراثة الطبية وعلم الوراثة التطوري. طوّرت طريقة إحصائية في المعلوماتية الحيوية، تحدد أجزاء من المجموع المورثي التي كانت خاضعة للانتخاب الطبيعي وخوارزمية تشرح آثار الوراثة على تطور المرض.
عام 2014، كانت ثابتي ضمن فريق كريستيان هابي، عالم الوراثة الكاميروني، الذي استخدم تقينة تسلسل الحمض النووي المتقدمة لتحديد نقطة العدوى من الحيوانات الحاملة للفيروس إلى الإنسان في جائحة وباء إيبولا في غرب أفريقيا.
تعتبر ثابتي أستاذاً بكامل الصلاحيات في مركز بيولوجيا الأنظمة وقسم الأحياء العضوية التطورية في جامعة هارفارد وكلية مركز ديناميكيات الأمراض السارية في مدرسة هارفارد ت.هـ. تشان للصحة العامة، وهي عضو في معهد برود ومحققة في معهد هوارد هيوز الطبي. هي رئيسة مختبر ثابتي.
ثابتي مغنية وكاتبة أغانٍ. وهي المضيف الحالي للسلسلة التعليمية «ضد كل الصعاب: إحصائيات داخلية» ب (Against All Odds: Inside Statistics)، وهو برعاية آنينبيرغ ليرنر. تم إدراج برنامجها في العديد من المناهج الإحصاء في المدارس الثانوية، بما في ذلك «دورة الإحصاء البحثي في مدرسة توماس جيفرسون الثانوية للعلوم والتكنولوجيا»).

## النشأة والتعليم
ولدت برديس ثابتي عام 1975 في طهران، إيران. ينتسب والدها لعائلة بهائية، لكنه لم ينضم لهذه الطائفة رسمياً، كان نائباً في السافاك، وكالة الاستخبارات الإيرانية، ومسؤولاً أمنياً رفيعاً في نظام محمد رضا بهلوي. لها أخت تكبرها بعامين اسمها باريسا. أثناء نشأتها، علمت باريسا برديس المواد التعليمية التي تعلمتها هي مسبقا، ما دفع برديس لتكون أسبق من زملائها بعامين تقريباً عندما بدأت السنة الدراسية.
تركت عائلتها إيران في تشرين الأول\أكتوبر عام 1978 قبل بدء الثورة الإسلامية الإيرانية بفترة وجيزة، وكان عمر برديس حينها عامين، واستقروا في فلوريدا. نشأت برديس في أورلاندو (فلوريدا), أرادت في البداية أن تكون صاحبة متجر زهور أو روائية أو طبيبة. لكنها كانت شغوفة جداً بالرياضيات. أثناء طفولتها وخلال فترة الجامعة، مارست برديس رياضة التنس. التحقت برديس بمدرسة الثالوث الإعدادية في وسط فلوريدا. في المدرسة الثانوية، حصلت على منحة الاستحقاق الوطني وشاركت في الفريق الأكاديمية للمدرسة الثانوية التي تعرف اليوم باسم "All-USA".
درست برديس ثابتي الأحياء في معهد ماساتشوستس للتكنولوجيا (MIT) حيث كانت عضواً في فريق التنس في الجامعة ورئيسة الصف؛ تخرجت عام 1997 بتخصص علم الأحياء بمعدل "5.0 المثالي"." بدأت مسيرتها البحثية في مختبر ديفيد بارتيل في معهد ماساتشوستس وعملت في مختبر إيريك لاندر أيضاً أنشأت برنامج لقيادة الطلاب الجامعيين المستجدين، وعملت كمساعدة مدرّس. حصلت بعد ذلك على منحة رودس في جامعة أوكسفور وحصلت على درجة الدكتوراة في الوراثيات السكانية عام 2002، وتخرجت بدرجة دكتور في الطب مع مرتبة الشرف من مدرسة طب هارفارد عام 2006، لتكون ثالث امرأة تحصل على هذا الشرف منذ أن بدأت الكلية بقبول الطالبات الإناث فيها. [دعم برنامج زمالات بول وديزي سوروس للأمريكيين الجدد دراساتها العليا. في البداية، خططت ثابتي لدخول كلية الطب لتصبح طبيبة؛ لكنها قررت متابعة البحث بدلاً من ذلك بعد أن اكتشفت أنها تفضل البحث الطبي.

## المهنة والأبحاث
تشارك برديس ثابتي في سلسلة المحاضرات المتميزة التي يقدمها معهد بحوث العلوم التابع لمعهد ماساتشوستس للتكنولوجيا لطلاب المدارس الثانوية. في أيار (مايو) 2015، ألقت محاضرة في مؤتمر تيد بعنوان "كيف سنحارب الفيروس القاتل المقبل"."
كطالبة دراسات عليا في جامعة أكسفورد وكزميل باحث ما بعد الدكتوراه مع إريك لاندر في معهد برود، طورت ثابتي سلسلة من الاختبارات الإحصائية في الانتخاب الطبيعي التي تبحث في المتغيرات الوراثية الشائعة الموجودة الأنماط الفردانية الطويل غير العادية. صممت هذه الاختبارات للكشف عن الطفرات المفيدة التي زاد تكرارها في التجمعات البشرية على نحو متسارع خلال 10,000 سنة الأخيرة. بوصفها عضو هيئة تدريس في جامعة هارفارد، طوّرت مع فريقها اختباراً إحصائياً لتحديد إشارات الاختيار وتركيب الإشارات المتعددة،  ومجموعة من الاختبارات الإحصائية لاكتشاف وتوصيف الارتباطات في مجموعات البيانات من أي نوع، واكتشاف المعلومات غير المعرفية القصوى. أنشأت ثابتي سلسلة من مقاطع الفيديو تهدف لشرح الإحصاء لطلاب المدارس الثانوية والكليات.[بحاجة لمصدر]

### الجوائز والتكريمات
عام 2012، تلقت ثابتي جائزة الإبداع الأمريكي المقدمة من مجلة العلوم الطبيعية عن مجال العلوم الطبيعية. وفي عام 2014، حصلت على جائزة فيلسيك للواعدين المبدعين في مجال العلوم الطبية الحيوية. وهي من القادة العالميون الشباب في المنتدى الاقتصادي العالمي ومستكشفة في منظمة ناشيونال جيوغرافيك.
In addition to being named one ofاختارتها مجلة تايم شخصية العام عام 2014 (محاربو إيبولا)]]، كما أدرجتها مجلة تايم اسمها كإحدى أكثر 100 شخصية مؤثرة في العالم لعام 2015 .
عام 2015, اختيرت ثابتي للحصول على الجائزة الشرفية لباحثي معهد هوارد هوغير الطبي. وغيرها من التكريمات والجوائز.

## الحياة الشخصية
ثابتي مغنية وكاتبة أغانٍ لفرقة روك اسمها «ثاوزند دايز». في وقت فراغها، تمارس ثابتي كرة الطائرة وتشارك في دوري كرة الطائرة الصيفية في جامعة هارفارد.
في 17 تموز (يوليو) عام 2015،  تعرضت لحادثة خطيرة في مونتانا، عندما كاتب راكبة على متن مركبة سقطت من فوق منحدر، وانزلقت على السقوط، ما تسبب بكسر حوضها وركبتيها وأصيبت بجروح في الدماغ. أكملت فترة النقاهة للعودة للتدريس.

## وصلات خارجية
- Annie Reneau (4 Nov 2019). "Pardis Sabeti: Award-winning computational geneticist by day, indie rock singer by night". Upworthy (بالإنجليزية). Archived from the original on 2019-11-08.
- "Profile: Pardis Sabeti" on NOVA: Science Now, 2008 June
- Science meets MTV: Broad Institute geneticist and rock singer Pardis Sabeti merges lab culture with pop culture (Nature Network Boston, 2007 July 31) نسخة محفوظة 2 فبراير 2017 على موقع واي باك مشين.
- Thousand Days Photos (2007 May 10)
- Genetic Road Map Drawn for Tracing Route To Common Diseases
- Video. Profile: Pardis Sabeti. NOVA scienceNOW, 07.02.2008.
- Burroughs Wellcome Fund Annual Report Profile نسخة محفوظة 14 ديسمبر 2019 على موقع واي باك مشين.